# العنصرية في الولايات المتحدة

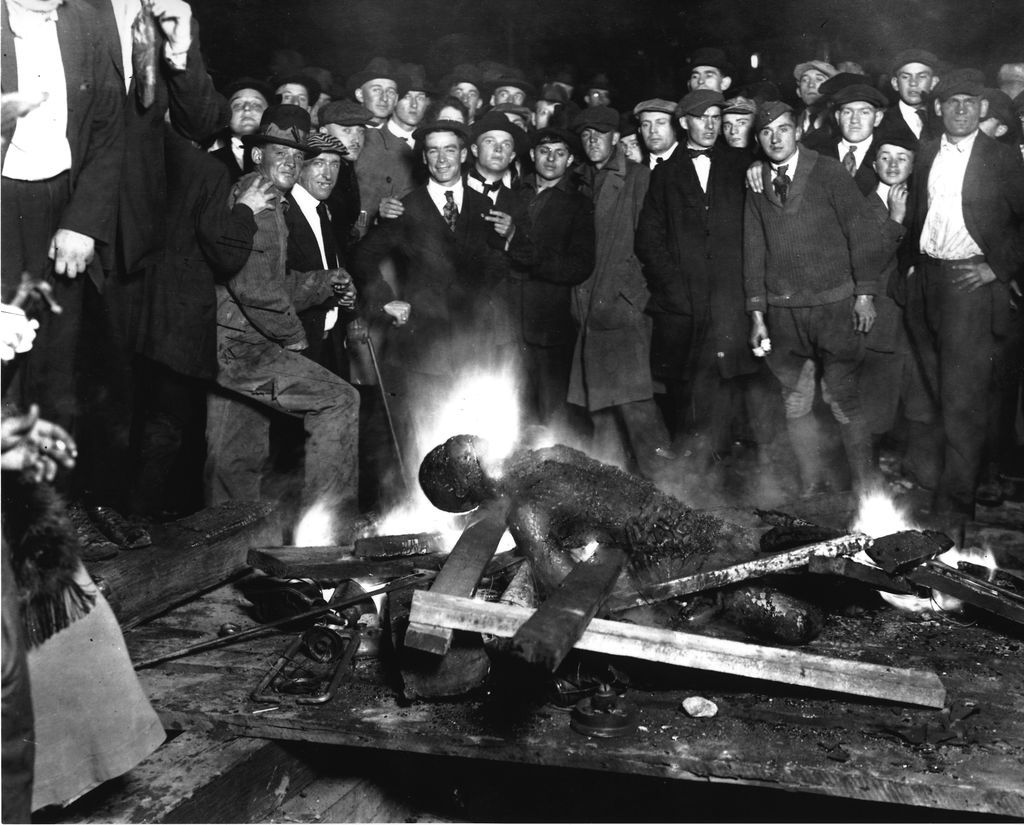

العنصريّة موجودة في الولايات المتّحدة منذ الحقبة الاستعمارية فقد أُعطي الأمريكيّون البيض امتيازاتٍ و حقوقاً انحصرت بهم فقط دوناً عن كلّ الأعراق الأخرى و مُنح الأمريكيون الأوروبيّون خاصّة البروتستانت الأنجلوسكسونيون البيض الأغنياء امتيازاتٍ حصريّة في مسائل التّعليم الاساسي و الهجرة و حقوق التّصويت و المواطنة و حيازة الأراضي و الإجراءات الجنائيّة طوال التّاريخ الأمريكي، و مع ذلك، فكثيراً ما عانى المهاجرون من غير البروتستانت الذين هاجروا من أوروبا، وخاصة الأيرلنديين والبولنديين والإيطاليّين، من حالة إقصاء الأجانب وغيرها من أشكال التمييز في المجتمع الأمريكي وذلك حتّى أواخر القرنِ التاسع عشر وأوائل القرن العشرين. بالإضافةِ إلى ذلك، واجهت مجموعات أميركيّة من الشرق الأوسط مثل اليهود والعرب تمييزًا مستمرّاً في الولايات المتحدة، ونتيجةً لذلك، لم يتمّ التعريف ببعض الأشخاص الذين ينتمون إلى هذه المجموعات على أنّهم من أصحابِ البشرة البيضاء. كذلك واجه المهاجرون من جنوب وشرق وجنوب شرق آسيا التمييز العنصريّ في الولايات المتّحدة.
واشتملت العديد من المؤسّسات الرئيسيّة المبنيّة على الأساس العنصري والعرقي على العبودية والفصل العنصري، واحتجاز الهنود الحمر، ووضعهم في مدارس داخلية، وقانون الهجرة والتجنس، ومعسكرات الاعتقال. تمّ حظر التمييز العنصري الرسميّ بشكلٍ واسعٍ في منتصف القرن العشرين وأصبح يُنظر إليه على أنّه غير مقبول اجتماعيا وأخلاقيّاً، ولكن تبقى السياسة العنصريّة ظاهرة كبرى، ولا تزال العنصرية تنعكس في عدم المساواة الاجتماعية والاقتصادية. ولا تزال الطبقيّة العنصريّة موجودة في التّوظيف والإسكان والتعليم والإقراض والحكومة.
وترى الأمم المتّحدة وشبكة حقوق الإنسان الأمريكيّة أنّ «التمييز في الولاياتِ المتّحدة يتخلّل جميع جوانب الحياة ويمتدّ إلى جميع الأعراق غير البيضاء». تغيّرت طبيعة وجهات النظر التي يتبنّاها الأمريكّيون العاديّون بشكلٍ كبير فقد وجدت الدراسات الاستقصائيّة التي أجرتها منظمات مثل ABC News على مدى العقود العديدة الماضية، أنّ هناك قطّاعات كبيرة من الأمريكيّبن تعترف بتبنّي وجهات نظرٍ تمييزيّة حتّى في أمريكا الحديثة، فعلى سبيل المثال ذَكَر مقال نشرته ABC في عام 2007 أنّ واحداً من كلّ عشرة أمريكييّن أقرّ بأنهّ يحمل تحيّزاتٍ ضدّ الأمريكيين اللاتينيين واللاتينيين، وأنّ واحداً من كل أربعة لديه تحيّز ضد العرب الأمريكيين. ووجد استطلاع للرأي أجرته YouGov / Economist عام 2018 أنّ 17٪ من الأمريكيين يعارضون الزواج بين عرقين مختلفين، و 19٪ يعارضون الزواج من المجموعات العرقية «الأخرى»، و 18٪ يعارضون الزواج من السود، و 17٪ يرفضون الزواج من البيض، و 15٪ يرفضون الزواج من اللاتينيين.
رأى بعض الأمريكيّون أنّ ترشيح باراك أوباما للرئاسة كأول رئيس أسود للولايات المتحدة لفترتين رئاسيتين متتاليتين من عام 2008 إلى عام 2016 كان دليلاً على دخول الأمّة في عصرٍ جديد، (عصر ما بعد العنصريّة). حيث قال مضيف الإذاعة الشعبوي اليميني لو دوبز في نوفمبر/ تشرين الثاني 2009 «نحن الآن في مجتمع القرن الواحد والعشرين مجتمع ما بعد الحزبية وما بعد العنصرية». بعد شهرين من تلك التصريحات، قال كريس ماثيوز وهو أحد مذيعي قناة إم إس إن بي سي التلفزيونيّة تعليقاً على نجاح أوباما بالانتخابات الرئاسية «إنّه بالفعل عصر ما بعد العنصرية بكل مظاهره فكما تعلم لقد نسيت أنّه كان أسود الليلة لمدة ساعة كاملة.» وقد نظر بعض المحلّلين إلى انتخاب دونالد ترامب في عام 2016 كرئيسٍ للولايات المتّحدة على أنّه ردّ فعلٍ عنصريّ ضدّ انتخاب باراك اوباما و هذا ما اكده ترامب في عام ٢٠٢٥ حينما حارب الهجرة بشكل عام برغم ان زوجته احدى المهاجرات لكن لأنه عدو بشكل غير طبيعي للمهاجرين بدأها بشكل عام ثم المكسيكيين بشكل خاص و اخيرا عاد للعنصرية حينما وافق للاجئي جنوب افريقيا اصحاب البشرة البيضاء فقط على اللجوء للولايات المتحدة .
ظلّ المجتمع الأمريكي يعانِ من مستويات عالية من العنصريّة و التمييز خلال العشر سنواتٍ الأولى من الألفية الثالثة  فكانت إحدى الظواهر الجديدة في مجتمع الولايات هي صعود حركة اليمين البديل (alt-right) و هي عبارة عن تحالف قومي أبيض يقلد ترامب حاليا يسعي دائما إلى طردِ الأقلّيّات الجنسيّة و العرقيّة من الولايات المتحدة. في شهر أغسطس/آب من عام 2017، حضرت هذه المجموعات مسيرة في مدينة شارلوتسفيل بولاية فيرجينيا، وكانت تهدف إلى توحيدِ مختلفِ الفصائل القوميّة البيضاء ضد الأقليّات العرقيّة، وخلال تلك المسيرة قاد متظاهر عنصريّ أبيض سيّارته باتّجاه مجموعةٍ من المتظاهرين المضادّين مما أسفر عن مقتل شخصٍ واحد وإصابة 19 آخرين. اعتبرت وزارة الأمن الداخلي ومكتب التحقيقات الفيدرالي منذ منتصف عام 2010، أنّ العنف العنصري الأبيض هو التهديد الإرهابي الداخلي الرئيسي في الولايات المتحدة.

## الأمريكيون الأفارقة

### ما قبل الحرب الأهلية

#### تجارة الرقيق عبر المحيط الأطلسي

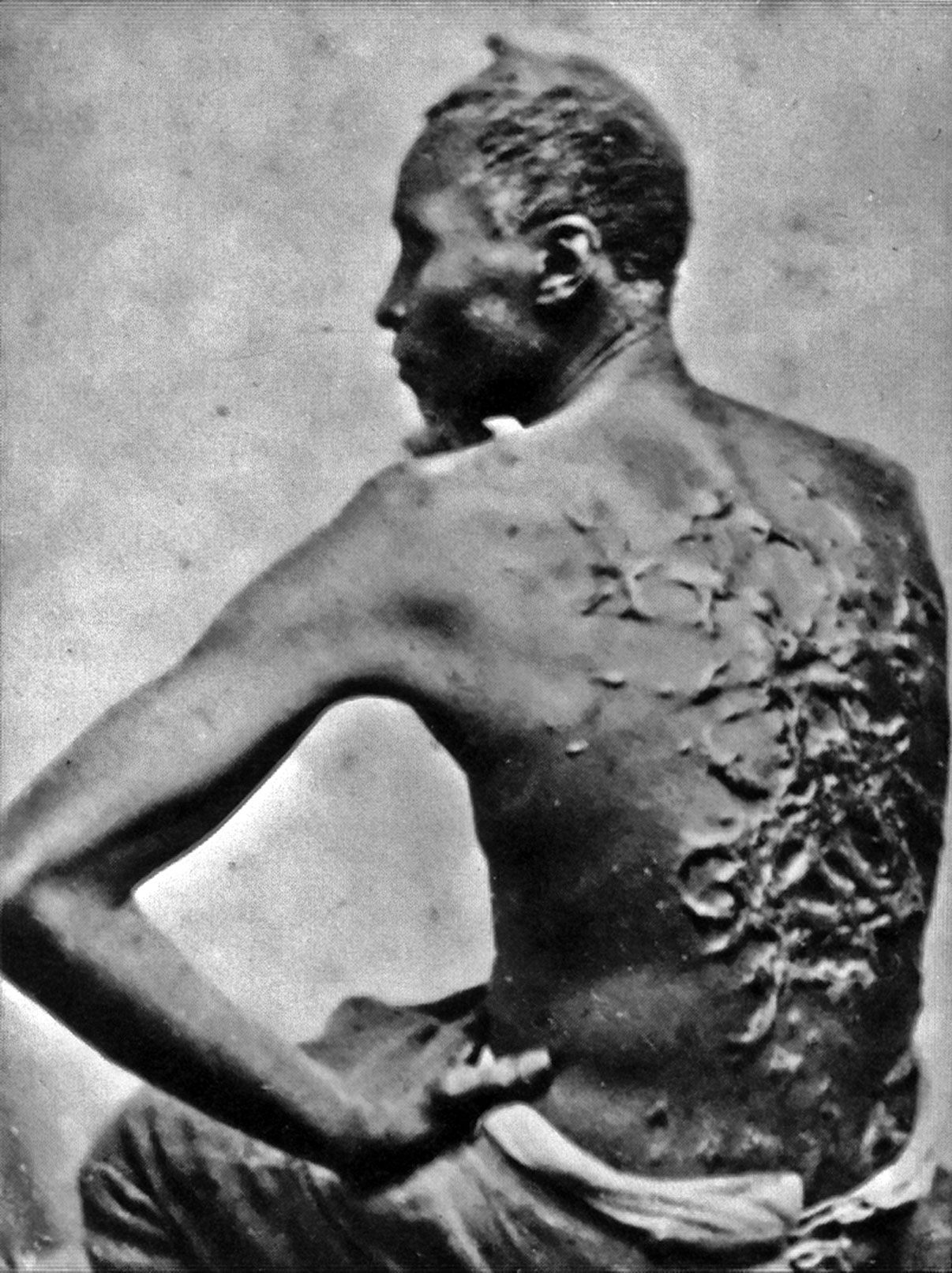
ندوب لرجل مستعبد ، بيتر ، 2 أبريل 1863 ، باتون روج ، لويزيانا

كان لتجارة الرقيق عبر الأطلسي أساسًا اقتصاديًا، وكانت الإيديولوجيا السائدة بين النخبة الأوروبية التي نظَّمت السياسة الوطنية طوال عصر تجارة الرقيق في الأطلسي هي إيديولوجيا المذهب التجاري، والذي تقوم على الإيمان بأن السياسة الوطنية يجب أن تتركز حول تجميع القوّة العسكرية والثروة الاقتصادية. كانت المستعمرات حينها هي مصادر للثروة المعدنية والمحاصيل لاستخدامها في مصلحة البلد المستعمِر. أثبتت التجربة أنّ استخدام الأوروبيين للعمالة هي عمليّة مكلفة على المدى البعيد كما أنّها تؤثّر سلباً على العمالة المصدّرة من البلدان المستعمرة. وبدلاً من ذلك، استوردت المستعمرات العبيد الأفارقة، الذين «كانوا متاحين بأعداد كبيرة بأسعار جعلت الزراعة في الأمريكتين مربحة إلى حدٍ كبير».
في حين أنّه لم يتفوّق أي من المشاريع بشكلٍ متأصّل على المشروع الآخر فإنّ الميّزة التكنولوجيّة للأوروبييّن أصبحت مصدراً لنشر قناعاتهم التي دعمت مخططهم الذي يدعم فكرة استعباد غير الأوروبيين، مع امتلاكهم للقدرة على نشر فكرهم التخطيطي إلى العالم أجمع.
كان باستطاعة الأوروبيّين فرض عقدٍ اجتماعي يسمح لهم أخلاقيّاً بثلاثة قرونٍ من العبودية الأفريقيّة. وفي حين أنّ تحللّ ذلك العقد في القرن الثامن عشر أدّى إلى إلغاء العبودية فإنّ إزالة العوائق الداخلية لفكرة العبودية هي عمليّة بطيئة للغاية والبعض يرى أنّها غير مكتملة حتّى يومنا هذا.(2017).
نتيجة لما سبق، ازدهرت تجارة العبيد عبر الأطلسي، فوفقاّ للتقديرات الصادرة عن قاعدة بيانات تجارة الرقيق عبر المحيط الأطلسي (Trans-Atlantic Slave Trade Database) تمّ نقل ما يزيد عن 470 ألفاً من العبيد قسراً من أفريقيا إلى ما يسمّى الآن الولايات المتّحدة بين عامم 1626 وعام 1860. امتلك ثمانية من الرؤساء الأمريكييّن عبيداً يعملون لديهم قبل الحرب الأهلية الأمريكية وهو ما يعتبر ممارسة يحميها دستور البلد القائم آنذاك. ونتيجةً للثروة الهائلة التي كان يمتلكها الأمريكيّون في تلك الفترة (فترة ما قبل الحرب الأهليّة) فقد كان لكلّ عائلة من المنطقة الجنوبية لما يعرف الآن بالولايات المتحدة أربعة عبيد بالمتوسّط. امتلك 385 ألف أمريكي أبيض عبداً واحداً يعمل لديه من أصل سبعة ملايين أمريكي وذلك وفقاً للتعداد السكّانيّ في عام 1860.

#### خطوات نحو إلغاء العبودية
```
تمّ تأسيس مجموعة متنوعة من المنظّمات التي تنادي بانتقال السود من 
الولايات المتحدة
 إلى أماكن يستطيعون فيها التمتّع بحرّيّة أكبر في أوائل القرن التاسع عشر. فأُرسل بعضهم إلى المستعمرات في حين هُجِّر آخرون.
```

كانت جمعية الاستعمار الأمريكية (American Colonization Society) واختصاراً (A.C.S.)- في فترة عشرينيات وثلاثينيات القرن التاسع عشر هي الأداة الرئيسية التي تقدّم مقترحات إعادة الأمريكيّين السود إلى أفريقيا حيث يمكنهم التمتع بمزيد من الحرّيّة والمساواة. وفي عام 1821 م. أنشأت الجمعية مستعمرة باسم ليبريا، التي ساعدت الآلاف من العبيد الأفارقة الأمريكيين السابقين والسود الأحرار (مع حدود تشريعية) على الانتقال من الولايات المتحدة. كان المجهود الذي قدّمته الجمعيّة نتيجةً للعديد من الدوافع، فقد صرّح مؤسّس الجمعية هينري كلاي (Henry Clay) «إنّ التحاملَ الذي لا يقهر، الذي يتعرض له السود بسبب لون بشرتهم يجعل من المستحيل أن يندمجوا مع المجتمع الأبيض في هذا البلد، كان الأمر مرغوباً لكن من باب الاحترام لهم ولبقية المجتمع يجب ترحيلهم».
على الرغم من أنّ تجارة الرقيق في المحيط الأطلسي في عام 1820 كانت مساوية للقرصنة من حيث العقوبة في المحاكم فكلاهما كانت عقوبته الإعدام،  إلّا أنّ العبودية كانت موجودة على مدى النصف قرنٍ التالي. كان لتجارة الرقيق المحلّيّة نشاطًا اقتصاديًا كبيرًا في الولايات المتحدة استمرّ حتّى عام 1860. كان استعباد فرد من أفراد الأسرة من ذوات البشرة السوداء يعني انفصاله عن العائلة وعدم قدرته على رؤيتهم مرة أخرى أبداً. تمّ نقل ما يقارب الـ 250 ألفاً من العبيد عبر خطوط الولاية بين عاميّ 1830 و 1840م. [28]، وفيما بعد في الخمسينيات من القرن التاسع عشر تم نقل أكثر من 193 ألف شخصٍ زنجيّ، ويقدّر المؤرخون أنّ عدد الزنوج الذين تعرّضوا للهجرة القسرية زاد عن المليون شخص.
وصف المؤرخ آيرا برلين (Ira Berlin) هذه الهجرة القسرية للعبيد بـ «الممر الأوسط الثاني»، لأنها استنسخت الكثير من الفظائع التي حصلت في الممر الأوسط (Middle Passage) (الاسم الذي أُطلق على نقل العبيد من أفريقيا إلى أمريكا الشمالية). وقد تسبّبت عمليات بيع العبيد هذه في تفكيك العديد من العائلات، حيث كتب برلين أنّه سواء تمّ تهجير العبيد بشكل مباشر أو سواءاً انتظروا مصيرهم المجهول وعاشوا رعب التهجير القسري مع عائلاتهم، «فقد تعرّض السود لترحيلٍ هائل». فقد الأفراد اتصالهم بالعائلات والعشائر. فقد العديد من الأفارقة الأصليين وعبيد المستعمرات الأوائل الذين تمّ تجميعهم من قبائل مختلفة معرفتهم عن الأصول القبلية المتنوعة في أفريقيا، فينحدر معظمهم من عائلات كانت موجودة في الولايات المتحدة لعدة أجيال.
تمّ إعلانُ تحرير جميع العبيد في مناطق الولايات الكونفدرالية الأمريكية التي لم تكن تحت السيطرة المباشرة من حكومة الولايات المتّحدة وذلك وفق الإعلان الذي أصدره الرئيس ابراهام لنكولن (Abraham Lincoln) في الأول من شهر يناير/ كانون الثاني من عام 1863م. على الرغم من أنّ الرئيس لنكولن كان معارضاً للعبودية فقد كان يعتقد أنّ الدستور لم يمنح الكونغرس سلطة لإنهائها وذكرَ في خطابه الأوّل كرئيسٍ للولايات المتحدة أنّه «ليس لديه أي اعتراض على جعل (الإعلان) واضحاً وغير قابل للتعديل» عبر تعديل كوروين (Corwin Amendment). وصرّح لينكولن حول موضوع الحقوق المدنية والسياسيّة للسود «أنا لست ولم أكن في أيّ وقت مضى مؤيّداً لجعل الناخبين أو المحلّفين من السّود ولا للسّماح لهم بإشغالِ أيّ منصب ولا لأن يتزوّجوا من البيض، فأنا أؤيد الموقف المتفوّق للعرق الأبيض». لم ينطبق إعلان تحرير السّود على المناطق الموالية للاتحاد أو الخاضعة لسيطرته، ولم يتم إلغاء العبودية بشكلٍ فعليّ في الولايات المتحدة إلى أن تم اعتماد التعديل الثالث عشر الذي تم التصديق عليه في 6 ديسمبر 1865.
تمّ تحرير حوالي الأربعة ملايين من العبيد السود في عام 1865. عاش 95% من السود في الجنوب الأمريكي حيث كانوا يشكّلون ثلث تعداد السكّان هناك مقابل 1% فقط عاشوا في الشمال ولهذا السبب كانت المخاوف من تحرير العبيد السود أكبر بكثير في الجنوب منها في الشمال. توفّي في الحرب الأهلية الأمريكيّة 8% من الذكور الذين تراوحت أعمارهم بين 13 و43 سنة، 6% من سكّان الشمال و 18% من ذكور الجنوب وذلك استناداً إلى التعداد السكّاني الذي صدر عام 1860.

## العنصرية ضد الأجناس

### الأمريكيون الأفارقة
بين عامي 1626 و 1860 ، جلبت تجارة الرقيق عبر المحيط الأطلسي أكثر من 470.000 من الأفارقة المستعبدين إلى ما يعرف الآن بالولايات المتحدة. حاول الأمريكيون الأوروبيون البيض الذين شاركوا في صناعة العبيد تبرير استغلالهم الاقتصادي للسود من خلال إنشاء نظرية "علمية" عن تفوق البيض ودونية السود. كان توماس جيفرسون أحد مالكي العبيد هؤلاء ، وكانت دعوته للعلم لتحديد "الدونية" الواضحة للسود والتي تعتبر "مرحلة بالغة الأهمية في تطور العنصرية العلمية". وخلص إلى أن السود "أدنى منزلة من البيض في ثروات الجسد والعقل". بعد أن تم حظر استيراد العبيد إلى الولايات المتحدة بموجب القانون الفيدرالي من عام 1808 ، توسعت تجارة الرقيق المحلية لتحل محلها. ماريلاند وفيرجينيا ، على سبيل المثال ، ستصدران فائض عبيدهما إلى الجنوب. أدت عمليات بيع العبيد هذه إلى تفتيت العديد من العائلات ، حيث كتب المؤرخ إيرا برلين أنه سواء تم اقتلاع العبيد من جذورهم أو العيش في خوف من نقلهم أو نقل عائلاتهم قسراً ، فإن "الترحيل الجماعي تسبب في صدمة للسود".
خلال عشرينيات وثلاثينيات القرن التاسع عشر ، أنشأت جمعية الاستعمار الأمريكية مستعمرة ليبيريا وأقنعت الآلاف من الأمريكيين السود الأحرار بالانتقال إلى هناك لأن العديد من أفراد النخبة البيضاء في كل من الشمال والجنوب رأوا أنهم يمثلون مشكلة يجب التخلص منها. حتى الشخصيات ، مثل أبراهام لنكولن ، الذين عارضوا العبودية ، أظهروا مواقف عنصرية متأصلة. قال لينكولن خلال مناظرة لينكولن-دوغلاس الرابعة التي عقدت في تشارلستون ، إلينوي ، في 18 سبتمبر 1858: "أنا لم أؤيد تحقيق المساواة الاجتماعية والسياسية بأي شكل من الأشكال بين العرق الأبيض والسود. ، [تصفيق] - أنني لم أؤيد أبدًا جعل الناخبين أو المحلفين من الزنوج ، ولا أؤهلهم لشغل مناصب ، ولا التزاوج مع البيض ؛ وسأقول بالإضافة إلى ذلك أن هناك الاختلاف الجسدي بين العرقين الأبيض والأسود الذي أعتقد أنه سيمنع إلى الأبد العرقين اللذين يعيشان معًا على أساس المساواة الاجتماعية والسياسية. وبقدر ما لا يمكنهم العيش معًا ، بينما يظلون معًا ، يجب أن يكون هناك منصب أعلى وأدنى ، وأنا مثل أي رجل آخر أؤيد تعيين المنصب الأعلى للعرق الأبيض ".

### العنصرية ضد الأمريكيين الآسيويين
الأمريكيون الآسيويون ، بمن فيهم أولئك المنحدرون من شرق آسيا وجنوب آسيا وجنوب شرق آسيا ، عانوا من العنصرية منذ وصول المجموعات الرئيسية الأولى من المهاجرين الصينيين إلى أمريكا. جعل قانون التجنس لعام 1790 الآسيويين غير مؤهلين للحصول على الجنسية. لا يزال المهاجرون من الجيل الأول وأبناء المهاجرين والآسيويين الذين تم تبنيهم من قبل عائلات غير آسيوية يتأثرون بالتمييز. خلال الثورة الصناعية في الولايات المتحدة ، كان نقص العمالة في صناعات التعدين والسكك الحديدية سائدًا. غالبًا ما تم استخدام العمالة المهاجرة الصينية لملء هذه الفجوة ، وعلى الأخص مع بناء أول خط سكة حديد عابر للقارات ، مما أدى إلى هجرة الصينيين على نطاق واسع. كان يُنظر إلى هؤلاء المهاجرين الصينيين على أنهم يأخذون وظائف البيض مقابل أجور أقل ، واكتسبت عبارة Yellow Peril ، التي تنبأت بزوال الحضارة الغربية نتيجة للهجرة الصينية ، شعبية.

## العنصرية في التعليم
في عام 1954 ، حكم براون ضد مجلس التعليم بأن المدارس المتكاملة والمتساوية ستكون في متناول جميع الأطفال غير المتحيزين عن لون البشرة. حاليًا في الولايات المتحدة ، لا يتم تمويل جميع المدارس التي تمولها الدولة بشكل متساوٍ. يتم تمويل المدارس من قبل "الحكومة الفيدرالية وحكومات الولايات والحكومات المحلية" بينما "تلعب الولايات دورًا كبيرًا ومتزايدًا في تمويل التعليم". "تدعم ضرائب الملكية معظم التمويل الذي توفره الحكومة المحلية للتعليم". تتلقى المدارس الواقعة في المناطق ذات الدخل المنخفض مستوى أقل من التمويل والمدارس الواقعة في مناطق الدخل المرتفع تتلقى تمويلًا أكبر للتعليم ، وكل ذلك يعتمد على ضرائب الملكية. أفادت وزارة التعليم الأمريكية أن "العديد من المدارس التي تعاني من الفقر المدقع تتلقى أقل من نصيبها العادل من التمويل الحكومي والمحلي ، مما يترك الطلاب في المدارس التي تعاني من الفقر المدقع بموارد أقل من المدارس التي يحضرها أقرانهم الأكثر ثراءً." أفادت وزارة التعليم الأمريكية أيضًا أن هذه الحقيقة تؤثر على "أكثر من 40٪ من المدارس ذات الدخل المنخفض". الأطفال الملونون أكثر عرضة للمعاناة من الفقر من الأطفال البيض.
تشير عبارة "اختبار الأكياس الورقية البنية" ، والمعروفة أيضًا باسم حفلة الأكياس الورقية ، جنبًا إلى جنب مع "اختبار المسطرة" إلى طقوس كانت تمارسها في السابق بعض الجمعيات النسائية والإخويات الأمريكية الأفريقية التي لم تسمح لأي شخص بالدخول إلى المجموعة التي كان لون بشرتها أغمق من كيس ورقي. سخرت مدرسة Spike Lee's Film School Daze من هذه الممارسة في الكليات والجامعات السوداء تاريخيًا. إلى جانب "اختبار الأكياس الورقية" ، تضمنت إرشادات القبول بين الرتب الأخف "اختبار المشط" و "اختبار القلم" الذي يختبر خشونة شعر الشخص ، و "اختبار المصباح" الذي يختبر ملف تعريف الشخص لإجراء تأكد من أن ميزاتهم ترقى أو كانت قريبة بدرجة كافية من تلك الموجودة في العرق القوقازي.